# Låglandswhisky
Låglandswhisky är skotsk whisky från ett område som av whiskyindustrin definieras som Lowlands i Skottland.

## Whiskyns regioner
Normalt indelas skotsk maltwhisky i regionerna Lowland, Highland, Speyside, Islay och Campbeltown. (Karta över whiskyregioner.) Andra indelningar förekommer också, t ex betraktas ibland öarna som en region som kallas Islands (dit då inte Islay räknas).
Gränsen mellan whisky som betecknas Highland och Lowland går längs en imaginär linje mellan Dundee och Greenock. Whiskyindustrins definition skiljer sig från den gängse definitionen enligt traditionell skotsk geografi , där gränsen mellan Highlands och Lowlands är annorlunda och går mellan Dumbarton och Stonehaven. Ursprungligen indelades whiskyn i Highland och Lowland baserat på olika skatteregler. I de skotska högländerna finns också området Speyside, invid floden Spey, halvön Kintyre med staden Campbeltown och ön Islay, som dock räknas som egna whiskyregioner. Whisky från en region har ofta, men långt ifrån alltid, märkbara likheter i karaktären.  

## Låglandswhisky
Låglandswhisky är skotsk whisky från Lowlands i Skottland. Låglandet är en tämligen platt region utan några högre berg och gränsen upp mot Highlands går mellan Dundee och Greenock. I söder går gränsen mot England. Normalt har whisky från Highlands och Lowlands ganska stora skillnaderna i smakens karaktär. Låglandswhiskyn har oftast en lättare, mjukare, smak och är inte så rökig som i många andra delar av Skottland. Smaken kan dock vara lite eldig.
Märken från Lowlands aktiva destillerier är:
- Auchentoshan - Trippeldestillerad single malt från Glasgows utkant
- Bladnoch - Single malt från det sydligaste whiskydestilleriet i Skottland
- Glenkinchie - Single malt från trakterna sydost om Edinburgh
- Kingsbarns [6]- Single malt från Fife nordost om Edinburgh (Ny.)
- Ailsa Bay - Single malt från Clyde-kusten. För blended whisky gör de flera olika karaktärer av maltwhisky, estrig, nötig, fruktig och kraftigt rökt[7]. (Ny)